# جزیره سه‌دندون
جزیره سه‌دندون از جزیره‌های غیر مسکونی ایرانی در خلیج فارس و در استان بوشهر (ناحیه شهرستان بوشهر) واقع شده است.